# 毛序尖叶桂樱
毛序尖叶桂樱（学名：Laurocerasus undulata f. pubigera）为蔷薇科桂樱属尖叶桂樱下的一个变型。

## 扩展阅读
- 維基物種上的相關：毛序尖叶桂樱